# Larmor-Formel
Die Larmor-Formel, nach Joseph Larmor, ist eine Formel aus der klassischen Elektrodynamik, aus der die abgestrahlte Leistung eines beschleunigten elektrisch geladenen Teilchens berechnet werden kann. Sie folgt aus den Liénard-Wiechert-Potentialen, die das elektromagnetische Feld einer beschleunigten Ladung bestimmen, und dem Satz von Poynting, der den Energieerhaltungssatz in die Elektrodynamik überträgt. Die Tatsache, dass Leistung abgestrahlt wird, folgt dabei direkt aus dem Energieerhaltungssatz: Verliert ein Teilchen in einem elektromagnetischen Feld Energie, muss diese in Form elektromagnetischer Strahlung emittiert werden.

## Klassischer Grenzfall
In nichtrelativistischer Näherung, also wenn die Geschwindigkeit des Teilchens relativ zum Beobachter klein gegenüber der Lichtgeschwindigkeit ist, lautet die Larmor-Formel für die differentielle Leistung pro Raumwinkelelement:
{\displaystyle {\frac {\mathrm {d} P}{\mathrm {d} \Omega }}={\frac {q^{2}}{16\pi ^{2}\varepsilon _{0}c^{3}}}{\vec {a}}^{2}\sin ^{2}\theta }
Dabei ist:
- {\displaystyle P} die Leistung
- {\displaystyle \Omega } der Raumwinkel
- {\displaystyle \varepsilon _{0}} die Elektrische Feldkonstante
- {\displaystyle q}  Ladung des beschleunigten Teilchens
- {\displaystyle c} die Lichtgeschwindigkeit
- {\displaystyle {\vec {a}}} der Beschleunigungsvektor des Teilchens
- {\displaystyle \theta } der Winkel zwischen Beschleunigungsvektor und Beobachtungspunkt

Die gesamte abgestrahlte Leistung ergibt sich als Integration über den Raumwinkel zu:
{\displaystyle P={\frac {2}{3}}{\frac {q^{2}\,{\vec {a}}^{2}}{4\pi \varepsilon _{0}c^{3}}}={\frac {q^{2}}{6\pi \varepsilon _{0}c}}\left({\dot {\vec {\beta }}}\right)^{2}}
Im zweiten Ausdruck haben wir die in der Relativitätstheorie übliche Notation {\displaystyle {\vec {\beta }}={\vec {v}}/c} für die Geschwindigkeit in Einheiten der Lichtgeschwindigkeit verwendet.

## Relativistische Verallgemeinerung
Eine relativistische Rechnung ergibt
{\displaystyle {\frac {\mathrm {d} P}{\mathrm {d} \Omega }}={\frac {q^{2}}{16\pi ^{2}\varepsilon _{0}c}}{\frac {\left|{\vec {n}}\times [({\vec {n}}-{\vec {\beta }})\times {\dot {\vec {\beta }}}]\right|^{2}}{(1-{\vec {n}}\cdot {\vec {\beta }})^{5}}}}
mit dem Einheitsvektor {\displaystyle {\vec {n}}} zwischen Beobachtungspunkt und dem Ort der Ladung. Die Leistung ist im relativistischen Fall als Änderung der Energie pro Eigenzeitintervall aufzufassen. Die Integration über den Raumwinkel ergibt
{\displaystyle P={\frac {q^{2}}{6\pi \varepsilon _{0}c}}\gamma ^{6}\left(({\dot {\vec {\beta }}})^{2}-({\vec {\beta }}\times {\dot {\vec {\beta }}})^{2}\right)}
mit dem Lorentzfaktor {\displaystyle \gamma }.